# Öland (1705)
Öland var ett svenskt linjeskepp och ett örlogsskepp som förde 60 kanoner. Hon byggdes 1705 efter Charles Sheldons ritningar i Karlskrona. Öland deltog i sjötåget vid Rügen 1715, varvid Karl XII vid ett tillfälle var embarkerad. Hon räddade garnisonen vid Revals kapitulation 1710; ingick i 1720–21 och 1741–42 års flottor, samt förliste sistnämnda år i slaget vid Ölands södra udde.